# Langhorn Burton
Langhorn Burton (25 de dezembro de 1872 – 6 de dezembro de 1949) foi um ator de cinema britânico.

## Filmografia selecionada
- Daddy (1917) - John Melsher
- God and the Man (1918) - Christiansen
- The Amateur Gentleman (1920) - Barnabas Barty
- Little Dorrit (1920)
- At the Villa Rose (1920)
- Appearances (1921) - Sir William Rutherford
- The Bonnie Brier Bush (1921) - John Carmichael (creditado como Langhorne Burton)
- Who Is the Man? (1924) - Albert Arnault
- Cross Roads (1930)